# John Lennard-Jones
John Edward Lennard-Jones ( Leigh, Lancashire, 27 de octubre de 1894 - 1 de noviembre de 1954) fue un matemático, profesor de física teórica en la Universidad de Bristol y, posteriormente, profesor de ciencia teórica en la Universidad de Cambridge. Puede ser considerado como el iniciador de la moderna química computacional. Fue distinguido con la Orden del Imperio Británico y fue miembro de la Royal Society.

## Principales aportaciones científicas
Lennard-Jones es conocido entre los científicos por su trabajo sobre la estructura molecular, la valencia y las fuerzas intermoleculares. Gran parte de estos temas de investigación durante varias décadas surgieron a partir de un artículo que publicó en 1929. Sus teorías sobre el estado líquido y la catálisis de superficie también siguen siendo influyentes. Escribió pocos aunque muy influyentes artículos científicos.
Su principal interés radicaba en el estudio de la estructura atómica y molecular, en particular, las fuerzas entre las partículas atómicas, la naturaleza de los enlaces químicos y otras cuestiones básicas, tales como por qué el agua se expande cuando se congela. Poseedor de la primera Cátedra de Química Teórica en el Reino Unido, estableció una escuela de investigación dedicada a fenómenos clave de la física y la química orgánica, al desarrollo de nuevos conceptos de la mecánica cuántica y a las interacciones entre partículas subatómicas. El departamento atrajo a muchos científicos y matemáticos notables, entre ellos S.F. Boys, C.A. Coulson, G.G. Hall, A. Hurley, y John Pople.

## Biografía
Nació en 1894 en Leigh, Lancashire, y recibe el nombre de John Edward Jones. Se educó en la Leigh Grammar School, donde se especializó en clásicos. Algunos momentos importantes de su vida fueron:
- 1912 Finaliza sus estudios de pregrado en matemáticas en la Universidad de Mánchester
- 1915-18 Durante la Primera Guerra Mundial, presta servicio en el Royal Flying Corps.
- 1919-22 Estudios de doctorado en Ciencias y licenciado en Matemáticas, en la Universidad de Mánchester.
- 1922 Recibe el grado Doctor en Ciencias en Manchester
- 1922-24 Estudiante de Investigación en el Trinity College de Cambridge, bajo la supervisión de Ralph H. Fowler. Entró allí por consejo de Sidney Chapman, que luego sería Profesor de Matemáticas en Mánchester, y que había sido profesor en el Trinity en 1914.
- 1924 Recibe el grado Doctor en Ciencias en Cambridge. Propone una ley semi-empírica para la fuerza interatómica.
- 1925 Contrae matrimonio con Kathleen Lennard, agregando el apellido de su esposa al suyo propio para convertirse en John Lennard-Jones.
- 1925-32 Profesor de Física Teórica, Universidad de Bristol.
- 1929 Se publica el artículo sobre la aproximación de orbitales moleculares como combinación lineal de orbitales atómicos.
- 1929 Trae a Bristol a Gerhard Herzberg (Premio Nobel de química en 1971) para el estudio de los espectros de moléculas di y poliatómicas.
- 1930-32 Decano de la Facultad de Ciencias, Universidad de Bristol.
- 1931 Publica un artículo en el que introduce un método aproximado para el cálculo de las ecuaciones del campo autoconsistente atómico (SCF, Self-Consistent Field). Propone el potencial de Lennard-Jones.
- 1932-53 Profesor John Humphrey Plummer de Química Teórica, Universidad de Cambridge.[3] Fundó la sección de química teórica en el Laboratorio Químico de la Universidad de Cambridge.
- 1934 Publica un artículo que aplica la teoría de grupos para explicar las estructuras y las energías de los radicales libres de hidrocarburos.
- 1933 Es elegido miembro de la Royal Society.
- 1934 Completa el doctorado su estudiante de posgrado, Charles Coulson, (en 1972 se convertiría en el primer profesor de Química Teórica de la Universidad de Oxford)
- 1937 Publica un artículo sobre hidrocarburos conjugados.
- 1937 Primer Director del Laboratorio de Matemáticas de la Universidad de Cambridge (actualmente Laboratorio de Computación de la Universidad de Cambridge) con Maurice Wilkes como investigador.
- 1939 Estallido de la Segunda Guerra Mundial. Es adscrito al Jefe de Armamento e Investigación en el Ministerio de Abastecimiento y se hizo cargo del laboratorio matemático para cálculos de balística, dirigiendo un equipo de matemáticos para este propósito.
- 1942-45 Director general de Investigación Científica (Defensa), Ministerio de Abastecimiento
- 1942-47 Miembro del Consejo Asesor del Departamento de Investigación Científica e Industrial.
- 1946 Recibe la Orden de Caballero del Imperio Británico, regresa a Cambridge.
- 1947-53 Presidente del Consejo Asesor Científico en el Ministerio de Abastecimiento.
- 1948-50 Presidente de la Sociedad Faraday.
- 1949 Publica un artículo en el que justifica el uso de orbitales moleculares diatómicos sólo para los electrones de valencia demostrando que el determinante de la función de onda es invariante bajo transformaciones unitarias que podrían transformar con precisión los orbitales moleculares en orbitales equivalentes localizados.
- 1950 Publica un artículo en el que define completamente los orbitales moleculares como autofunciones (eigen functions) del hamiltoniano del campo autoconsistente (SCF)
- 1951 Completa el doctorado su estudiante de posgrado John Pople (Premio Nobel de Química en 1998).
- 1953 Premiado con la Medalla Davy de la Royal Society  «por su destacada labor en las aplicaciones de la mecánica cuántica a la teoría de la valencia y al análisis de la estructura íntima de los compuestos decimales».[4]
- 1953 Sucede a Alexander Lindsay como director de la University College of North Staffordshire (ahora Universidad de Keele). Proclama junto a Linus Pauling la necesidad de Inglaterra de crear más universidades e institutos de tecnología.
- 1954 Doctor honoris causa en Ciencias, por la Universidad de Oxford. Fallece a los 60 años.

## Principales artículos
Su obra no es muy extensa pero sí alcanzó notoriedad por su importancia:
1. Jones, J.E. 1924. Proc. R. Soc. London, Ser. A 106, 441.
2. Jones, J.E. 1924. Proc. R. Soc. London, Ser. A 106, 463.
3. Lennard-Jones, J.E. 1929. Trans. Faraday Soc. 25, 668.
4. Lennard-Jones, J.E. 1931. Proc. Camb. Phil. Soc. 27, 469.
5. Lennard-Jones, J.E. 1934. Trans. Faraday Soc. 30, 70.
6. Lennard-Jones, J.E. 1937. Proc. Roy. Soc. A158, 280.
7. Lennard-Jones, Sir John. 1949. Proc. Roy. Soc. A198, 1,14.
8. Hall, G.G.; Lennard-Jones, Sir John. 1950. Proc. Roy. Soc. A202, 155.